# Borm-e Sabz
Borm-e Sabz (persiska: برم سبز, بَرمِ سَبز, بَرمِه سَبز) är en ort i Iran.   Den ligger i provinsen Kohgiluyeh och Buyer Ahmad, i den centrala delen av landet, 500 km söder om huvudstaden Teheran. Borm-e Sabz ligger 707 meter över havet och antalet invånare är 138.
Terrängen runt Borm-e Sabz är varierad. Runt Borm-e Sabz är det ganska glesbefolkat, med 47 invånare per kvadratkilometer. Närmaste större samhälle är Dehdasht, 17,9 km sydost om Borm-e Sabz. Omgivningarna runt Borm-e Sabz är i huvudsak ett öppet busklandskap.